# Hrabůvka
Hrabůvka (in tedesco Hainbuchen) è un comune della Repubblica Ceca facente parte del distretto di Přerov, nella regione di Olomouc.